# Ned Overend
Ned Overend (* 20. August 1955 in Taipei, Taiwan) ist ein ehemaliger US-amerikanischer Mountainbiker und Cross-Triathlet.

## Werdegang
Der Sohn eines US-Diplomaten wurde in Taiwan geboren und fing in den frühen 1980er Jahren mit dem Radfahren an. Er wollte ursprünglich Straßen- und Triathlonprofi werden.
Overend gilt heute als „lebende Legende“ des Mountainbike Sports. Deadly Nedly stand bei der Firma Specialized unter Vertrag und gewann mehr Cross-Country-Rennen als jeder andere Radfahrer in der Sportgeschichte.
Darunter fallen sechs nationale Meisterschaften der amerikanischen NORBA-Serie (1986, 1987, 1989, 1990, 1991, 1992) und die ersten offiziellen Weltmeisterschaften in Durango (Colorado), im Jahr 1990.
1991 wurde er in Italien Dritter bei den Mountainbike-Weltmeisterschaften hinter seinem Landsmann John Tomac und dem Schweizer Thomas Frischknecht.

### Cross-Triathlon seit 1996
1996 wurde er Dritter bei der Weltmeisterschaft im Cross-Triathlon.
Im Jahr 1998 beendete Ned Overend seine Profi Cross-Country Karriere und legte seine volle Konzentration auf einen Sport, mit dem er bereits zwei Jahre zuvor begonnen hatte: die Xterra-World-Championships, ein Cross-Triathlon auf Maui. Die Wettkämpfer müssen dabei 1,5 km im offenen Meer schwimmen, 32 km Cross Country mit dem Mountainbike fahren und einen 12 km Geländelauf absolvieren. Nach einem dritten und einem zweiten Platz 1996 und 1997 gewann Ned Overend das Rennen im Alter von 43 Jahren in den beiden darauf folgenden Wettkämpfen und belegte 2001 den vierten Platz.
Im Jahr 2000 wurde er nationaler Meister im Winter-Triathlon.
Später trat er abermals in Sachen Cross Country in die Pedale: Beim Mountainbike Worldcup in Angel Fire 2005 belegte Old Neverend kurz vor seinem 50. Geburtstag den 18. Rang und ließ dabei eine Reihe namhafter Rennfahrer hinter sich. 2015 wurde er Nationaler Meister Fatbike.

## Sportliche Erfolge
| Datum/Jahr    | Rang | Wettbewerb                | Austragungsort | Zeit     | Bemerkung                                                                                                |
| ------------- | ---- | ------------------------- | -------------- | -------- | --- |
| 22. Okt. 2001 | 4    | Xterra World Championship | Maui           |          | |
| 31. Okt. 1999 | 1    | Xterra World Championship | Maui           | 02:32:50 | Weltmeister im Cross-Triathlon                                                                           |
| 11. Okt. 1998 | 1    | Xterra World Championship | Maui           | 02:24:46 | Weltmeister im Cross-Triathlon                                                                           |
| 26. Okt. 1997 | 2    | Xterra World Championship | Maui           | 02:32:12 | |
| 3. Nov. 1996  | 3    | Xterra World Championship | Maui           | 02:33:39 | Weltmeisterschaft im Cross-Triathlon (1.500 m Schwimmen, 32 km Mountainbikefahren und 12 km Geländelauf) |

| Datum/Jahr | Rang | Wettbewerb                                  | Austragungsort     | Zeit | Bemerkung                              |
| ---------- | ---- | ------------------------------------------- | ------------------ | ---- | -------------------------------------- |
| 2000       | 1    | USA Winter Triathlon National Championships | Vereinigte Staaten |      | Nationaler Meister im Winter-Triathlon |

| Datum/Jahr    | Rang | Wettbewerb                            | Austragungsort     | Zeit     | Bemerkung                                                       |
| ------------- | ---- | ------------------------------------- | ------------------ | -------- | --------------------------------------------------------------- |
| 2015          | 1    | USA National Fat Bike Championships   | Vereinigte Staaten |          | Nationaler Meister Fat Bike                                     |
| 10. Juli 2005 | 18   | Mountainbike Worldcup                 | Angel Fire         |          |                                                                 |
| 1991          | 3    | Mountainbike-Weltmeisterschaften 1991 | Ciocco             |          |                                                                 |
| Okt. 1990     | 1    | Mountainbike-Weltmeisterschaften 1990 | Durango            | 02:28:31 | Cross Country-Weltmeister vor dem Schweizer Thomas Frischknecht |

(DNF – Did Not Finish)